# Голям Западен ерг
Голям Западен ерг (на арабски: العرق الغربي الكبير, Ел Гарби ел Кебир) е пясъчна пустиня (ерг) в Северозападна Сахара, простираща се в централната част на Алжир. Дължината ѝ от югозапад на североизток е около 500 km, ширината около 200 km, а площта – около 80 000 km². На юг и югоизток повърхността ѝ постепенно се повишава и преминава в платото Тадемаит, на югозапад се свързва с друга голяма пясъчна пустиня Игиди (Ерг Игиди), на север се повишава към южните склонове на планината Сахарски Атлас, а на изток преминава в другата голяма пясъчна пустиня Голям Източен ерг. В релефа преобладават късите пясъчни дюни с височина до 300 m, надлъжните проходи между които (т.н. „гаси“) са препречени от пясъчни провлаци, свързващи основните дюни, които изключително много затрудняват придвижването през пустинята. Повечето от пясъчните дюни са полузакрепени от пустинни храсти и треви с много дълбоки корени. След малкото епизодични дъждове, които падат в пустинята, върху плътните глини, заемащи малки участъци в „гасите“ се събира вода и се появява ефемерна растителност. Грунтовите (подпочвените) води са най-близо до повърхността в южната част на пустинята, където са разположени и множество оазиси – Бени Абес, Адрар, Тимимун, Ел Голеа и др. По нейните западни, източни и югоизточни периферии са прокарани две автомобилни магистрали свързващи северната част на Алжир с централните части на Сахара.